# Coltriciella pusilla
Coltriciella pusilla är en svampart som först beskrevs av Imazeki & Kobayasi, och fick sitt nu gällande namn av Corner 1991. Coltriciella pusilla ingår i släktet Coltriciella och familjen Hymenochaetaceae.   Inga underarter finns listade i Catalogue of Life.